# Гарден-Сіті-Парк (Нью-Йорк)
Гарден-Сіті-Парк (англ. Garden City Park) — переписна місцевість (CDP) в США, в окрузі Нассау штату Нью-Йорк. Населення — 7985 осіб (2020).

## Географія
Гарден-Сіті-Парк розташований за координатами 40°44′35″ пн. ш. 73°39′48″ зх. д. / 40.74306° пн. ш. 73.66333° зх. д. (40.742930, -73.663307).  За даними Бюро перепису населення США в 2010 році переписна місцевість мала площу 2,57 км², з яких 2,55 км² — суходіл та 0,02 км² — водойми.

## Демографія
Згідно з переписом 2010 року, у переписній місцевості мешкало 7806 осіб у 2533 домогосподарствах у складі 2026 родин. Густота населення становила 3040 осіб/км².  Було 2603 помешкання (1014/км²).
Расовий склад населення:
| - 56,4 % — білих - 33,1 % — азіатів - 3,8 % — чорних або афроамериканців - 0,3 % — корінних американців - 3,8 % — осіб інших рас |

До двох чи більше рас належало 2,6 %. Частка іспаномовних становила 12,1 % від усіх жителів.
За віковим діапазоном населення розподілялося таким чином: 21,4 % — особи молодші 18 років, 60,6 % — особи у віці 18—64 років, 18,0 % — особи у віці 65 років та старші. Медіана віку мешканця становила 43,2 року. На 100 осіб жіночої статі у переписній місцевості припадало 93,8 чоловіків;  на 100 жінок у віці від 18 років та старших — 89,9 чоловіків також старших 18 років.
Середній дохід на одне домашнє господарство  становив 115 164 долари США (медіана — 98 621), а середній дохід на одну сім'ю — 134 260 доларів (медіана — 114 212). Медіана доходів становила 65 776 доларів для чоловіків та 49 417 доларів для жінок. За межею бідності перебувало 3,1 % осіб, у тому числі 4,0 % дітей у віці до 18 років та 0,8 % осіб у віці 65 років та старших.
Цивільне працевлаштоване населення становило 3919 осіб. Основні галузі зайнятості: освіта, охорона здоров'я та соціальна допомога — 28,5 %, роздрібна торгівля — 13,9 %, науковці, спеціалісти, менеджери — 12,6 %.